# Pero lignata
Pero lignata là một loài bướm đêm trong họ Geometridae.